# Perasdorf

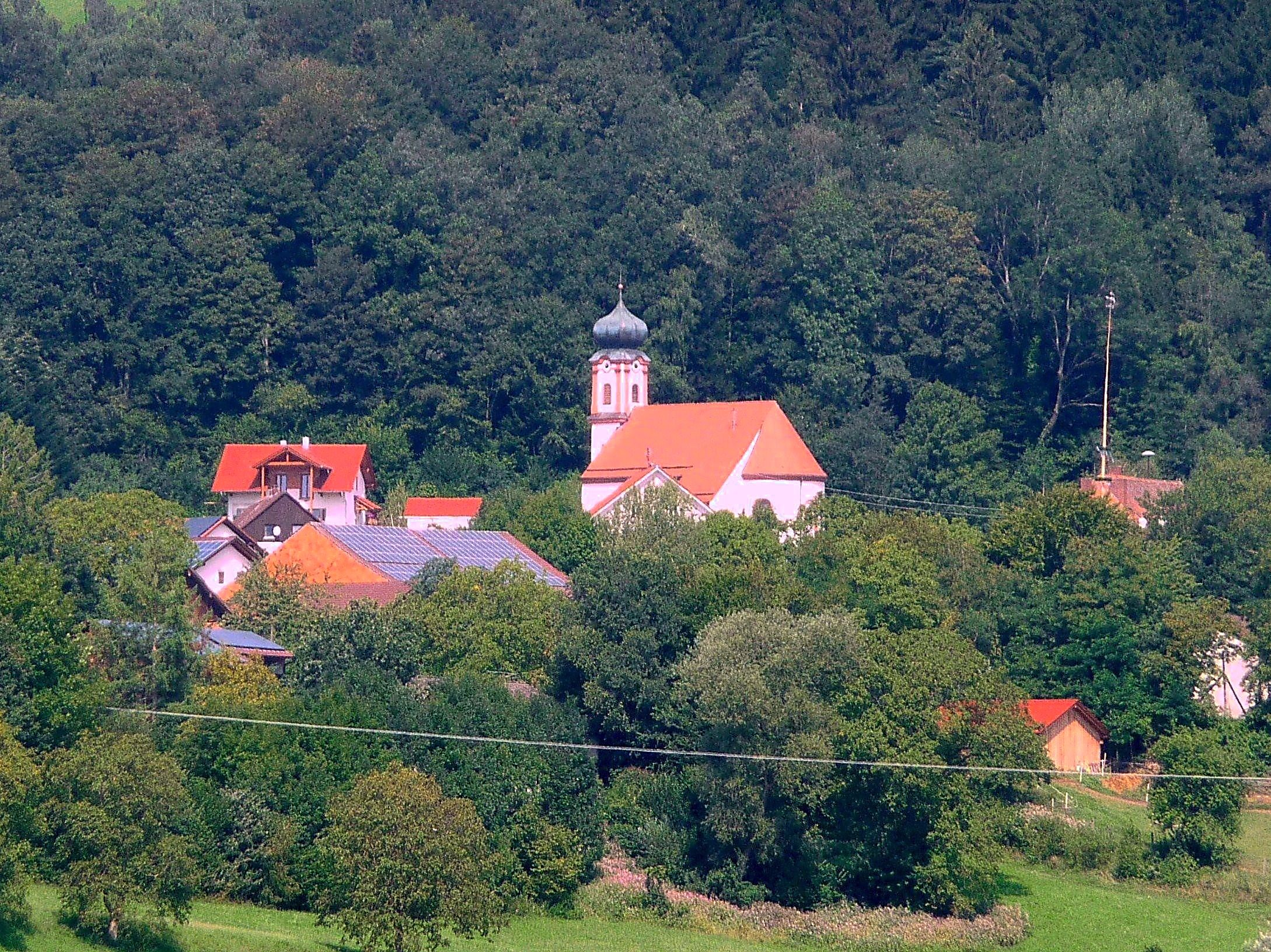
Blick auf Perasdorf mit der Pfarrkirche St. Laurentius

Perasdorf ist eine Gemeinde im niederbayerischen Landkreis Straubing-Bogen. Das gleichnamige Pfarrdorf ist Sitz der Gemeindeverwaltung. Die Gemeinde ist Mitglied der Verwaltungsgemeinschaft Schwarzach.

## Geographie
Der höchste Geländepunkt ist der Gipfel des Schopf mit 920 m ü. NHN.

### Gemeindegliederung
Perasdorf hat 42 Gemeindeteile (in Klammern ist der Siedlungstyp angegeben):
- Außersollach (Einöde)
- Bach (Einöde)
- Bucha (Einöde)
- Elend (Einöde)
- Gattendorf (Einöde)
- Grub (Einöde)
- Häferberg (Einöde)
- Haigrub (Dorf)
- Hailnstein (Einöde)
- Hauersäge (Einöde)
- Heilingmühl (Einöde)
- Hintersollach (Weiler)
- Hochstetten (Einöde)
- Höhenberg (Dorf)
- Kipfstuhl (Einöde)
- Kitzholz (Weiler)
- Kohlwessen (Dorf)
- Kostenz (Kloster)
- Leimbühl (Einöde)
- Lengfeld (Einöde)
- Mühlbogen (Weiler)
- Oberlindberg (Einöde)
- Oberrottensdorf (Weiler)
- Oberschellnberg (Einöde)
- Osteranger (Einöde)
- Perasdorf (Pfarrdorf)
- Rautenstock (Einöde)
- Ried (Einöde)
- Schachten (Einöde)
- Schellnbach (Einöde)
- Schwarzenstein (Weiler)
- Unterholzen (Weiler)
- Unterlindberg (Weiler)
- Unterperasdorf (Weiler)
- Unterrottensdorf (Einöde)
- Unterschellnberg (Weiler)
- Walpersberg (Weiler)
- Wessen (Weiler)
- Wetzstein (Einöde)
- Wieden (Weiler)
- Wieshof (Einöde)
- Wolfessen (Weiler)

Es gibt nur die Gemarkung Perasdorf.

### Nachbargemeinden
An das Gemeindegebiet Perasdorf grenzen folgende Gemeinden an:
- Schwarzach
- Bogen
- Windberg
- Neukirchen
- St. Englmar

## Geschichte

### Bis zum 19. Jahrhundert
Die kleine Hofmark Perasdorf war seit dem 16. Jahrhundert im Besitz der Prämonstratenserabtei Windberg. Perasdorf gehörte zum Rentamt Straubing und zum Landgericht Mitterfels des Kurfürstentums Bayern. Im Zuge der Verwaltungsreformen in Bayern entstand mit dem Gemeindeedikt von 1818 die heutige Gemeinde. Bis 1870 war die offizielle Schreibweise des Ortsnamens Perastorf.

### Einwohnerentwicklung
Im Zeitraum 1988 bis 2020 sank die Einwohnerzahl von 625 auf 535 um 90 Einwohner bzw. um 14,4 % – der deutlichste Einwohnerverlust einer Gemeinde im Landkreis im genannten Zeitraum.
- 1961: 748 Einwohner
- 1970: 823 Einwohner
- 1987: 628 Einwohner
- 1991: 667 Einwohner
- 1995: 636 Einwohner
- 2000: 651 Einwohner
- 2005: 650 Einwohner
- 2010: 676 Einwohner
- 2015: 573 Einwohner
- 2020: 535 Einwohner

| Gemeindeteil/Ortschaft | Einwohner            |
| ---------------------- | -------------------- |
| Perasdorf              | 112                  |
| Haigrub                | 63                   |
| Höhenberg              | 55                   |
| Kostenz                | 43                   |
| Kohlwessen             | 39                   |
| Unterschellnberg       | 39                   |
| Unterlindberg          | 32                   |
| Hintersollach          | 28                   |
| Wessen                 | 26                   |
| Walpersberg            | 24                   |
| Sonstige               | 187                  |
| Perasdorf              | 648 (9. Januar 2008) |

## Politik

### Gemeinderat
Die Gemeinderatswahl 2020 erbrachte folgende Sitzverteilung:
- CSU: 4 Sitze
- Christliche Freie Wähler (CFW): 4 Sitze

### Bürgermeister
Im Jahr 2014 wurde Thomas Schuster, damals SPD, zum Bürgermeister gewählt. Bei der Bürgermeisterwahl 2020 wurde Schuster als Wahlvorschlag der CFW als erster Bürgermeister wiedergewählt. Im Mai 2025 wechselte Schuster zur CSU.

### Wappen
| Wappen von Perasdorf | Blasonierung: „In Blau rechts eine aus dem unteren Schildrand wachsende goldene Roggenähre, links die silberne Krümme eines Abtstabs.“ |
| Wappen von Perasdorf | |

## Wirtschaft einschließlich Land- und Forstwirtschaft
Es gab 2020 nach der amtlichen Statistik im produzierenden Gewerbe sechs Beschäftigte am Arbeitsort. Sozialversicherungspflichtig Beschäftigte am Wohnort gab es insgesamt 231. Im verarbeitenden Gewerbe gab es keine, im Bauhauptgewerbe zwei Betriebe. Zudem bestanden im Jahr 2016 30 landwirtschaftliche Betriebe mit einer landwirtschaftlich genutzten Fläche von 648 ha, davon waren 240 ha Ackerfläche und 408 ha Dauergrünfläche.